# Festival Internacional de Cine de Antalya
El Festival Internacional de Cine de Antalya, anteriormente conocido como Festival de Cine de la Naranja de Oro de Antalya (en turco: Antalya Altın Portakal Film Festivali) es un festival de cine que tiene lugar con periodicidad anual desde 1963 en Antalya. Es el festival de cine más importante de Turquía.
Desde 2009, el evento, que se celebra en otoño en el Centro Cultural de Antalya (Antalya Kültür Merkezi, AKM), ha estado organizado únicamente por la Fundación de Cultura y Arte de Antalya (Antalya Kültür Sanat Vakfı, AKSAV) y ha incluido una sección internacional en la parte principal del festival.

## Historia
Las actividades culturales, tales como conciertos y obras de teatro, que empezaron a realizarse en los años 1950 en el histórico anfiteatro Aspendos, supusieron el punto de partida para el Festival de Cine de la Naranja de Oro. Estas actividades, celebradas en verano bajo el patronazgo del Dr. Avni Tolunay, obtuvieron un éxito creciente de público y para comienzos de los años 1960 se habían convertido en una tradición. En 1963, Avni Tolunay, que fue elegido alcalde de Antalya ese año, transformó estos eventos en un festival de cine. El logotipo elegido para el festival incluía una naranja, uno de los símbolos más importantes de la región, y que acabó dando al festival su nombre.
El I Festival de la Naranja de Oro tuvo lugar. Su misión, formulada por Avni Tolunay, era promover el cine turco, motivar a los productores turcos a producir obras de alta calidad y ayudar al cine turco a penetrar la escena internacional. Al experimentar un gran éxito ya en los primeros años, el Festival de la Naranja de Oro ganó el apelativo de los Oscar turcos. En 1978, el festival pasó a ser internacional al incorporar las artes plásticas por primera vez.
Hasta 1985, el Festival de la Naranja de Oro estuvo organizado por el patronato del municipio de Antalya. Ese año, la organización fue asumida por la recién creada Fundación para la Cultura, las Artes y el Turismo en Antalya (Antalya Kültür Sanat Turizm Vakfı, AKSAV). Entre 1985 y 1988, la incorporación del festival internacional de música Akdeniz Akdeniz ("Mediterráneo Mediterráneo") añadió una nueva dimensión al festival. Entre 1989 y 1994, el municipio, las empresas de turismo y la cámara de comercio de Antalya organizaron conjuntamente el festival. Al final, el festival adquirió un estatus institucional con la creación de la Fundación de Cultura y Arte Naranja de Oro, que opera bajo el nombre de Fundación de Cultura y Arte de Antalya (Antalya Kültür Sanat Vakfı) desde septiembre de 2002.
Entre 2005 y 2008 estuvo organizado de forma conjunta con la Fundación Turca de Cine y Cultura Audiovisual (TURSAK), y acompañado por el Festival Internacional de Cine de Eurasia.

## Jurado
El jurado internacional del festival está compuesto por nueve personalidades del mundo del cine y de la cultura que no pueden estar directamente asociadas con la producción o explotación de ninguna de las películas que participen en la competición. Un jurado de siete expertos del cine de cada una de las tres categorías asesora al jurado principal.

## Premios
Se entrega como premio la Naranja de Oro en tres categorías cinematográficas. La estatuilla utilizada antes de 2005 fue reincorporada en 2009.

### Competición nacional de largometrajes
Para las principales categorías, se entregan premios monetarios. También se entrega una estatuilla de la Naranja de Oro a todas las siguientes categorías:
- Mejor película: 300.000 TRY (cerca de US$140.000)
- Mejor director: 30.000 TRY (US$14.000)
- Mejor guion: 20.000 TRY (US$9.000)
- Mejor banda sonora: 20.000 TRY (US$9,000)
- Mejor actriz
- Mejor actor
- Mejor dirección de cámara (además de 100 rollos de película con valor de US$30.000 otorgados por Kodak)
- Mejor dirección artística
- Mejor actriz de reparto
- Mejor actor de reparto
- Mejor cinematografía
- Mejor montaje
- Mejor maquillaje (desde 2005)
- Mejores efectos visuales (desde 2005)
- Mejor diseño de vestuario
- Mejor diseño y mezcla de sonido (desde 2005)

#### Premios especiales del jurado
- Premio Especial del Jurado Dr. Avni Tolunay
- Premio Especial del Jurado Behlül Dal Digitürk al Talento Juvenil (US$25.000)

### Competición nacional de documentales
- Mejor documental: 7.000 TRY (aprox. US$3.000)

### Competición nacional de cortometrajes
- Mejor cortometraje: 7.500 TRY (approx. US$3.000)

## Sede

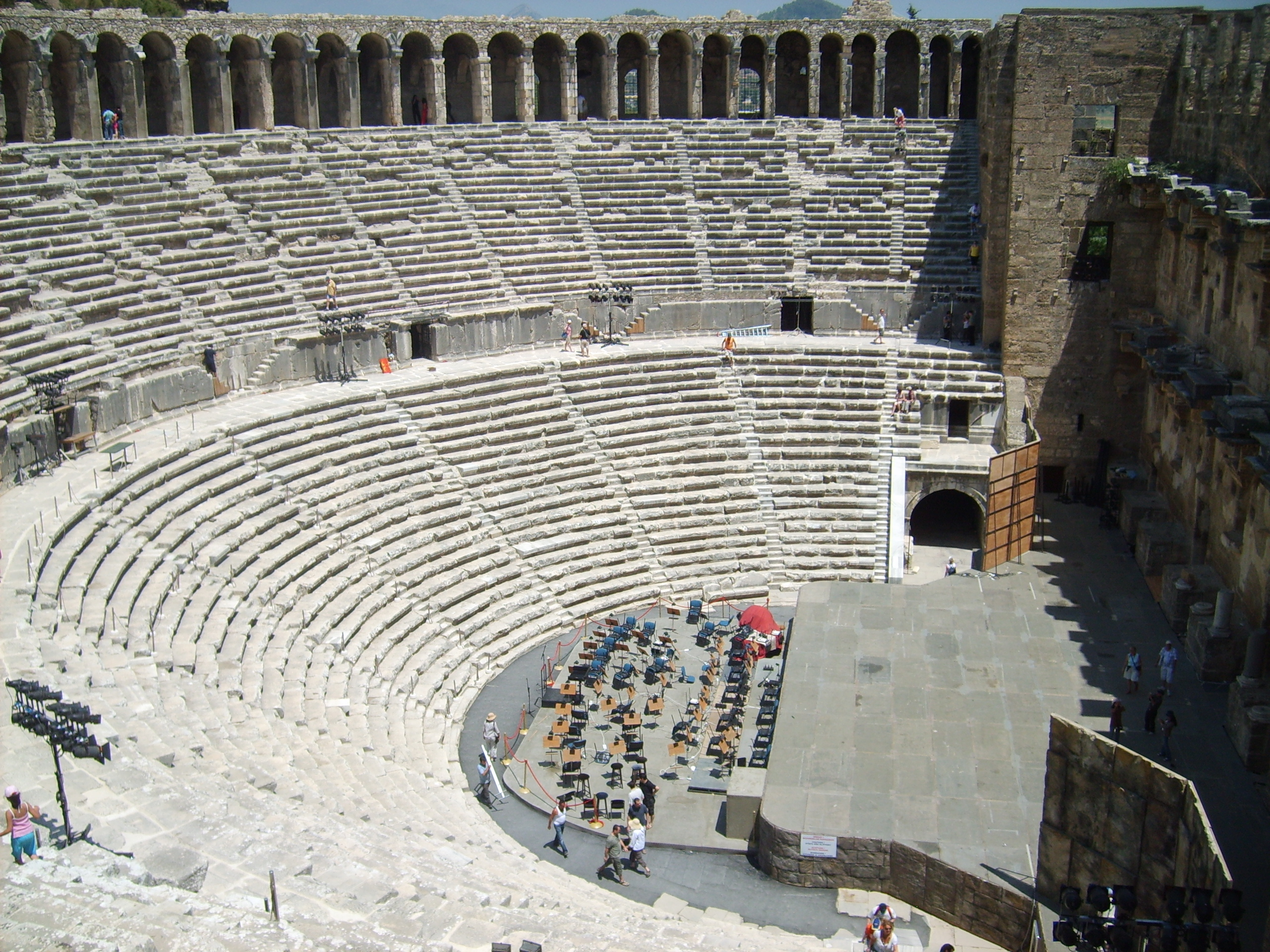
El antiguo anfiteatro de Aspendos.

El festival comienza con un desfile por la ciudad de Antalya por la tarde del primer día. La ceremonia de apertura tiene lugar en el Anfiteatro de Konyaaltı o en el Centro Cultural de Antalya en presencia de las personalidades del cine nacional e internacional invitadas al festival. En esta ceremonia, se entregan premios honorarios a personalidades del cine por su contribución.
La ceremonia de entrega de premios tiene lugar durante la noche de clausura en el histórico Anfiteatro de Aspendos, que tiene un aforo de 7000 personas. En caso de inclemencias meteorológicas, la ceremonia de entrega de premios se traslada al Centro de Exposiciones y Congresos de la Pirámide de Cristal de Sabancı, que cuenta con asientos para solo 2500 personas.

## Censura en 2014
Durante el LI Festival de la Naranja de Oro, celebrado en 2014 y organizado por el gobierno municipal en poder del Partido de la Justicia y el Desarrollo, el documental de Reyan Tuvi Yeryüzü Aşkın Yüzü Oluncaya Dek sobre las protestas que tuvieron lugar en el parque Taksim Gezi entre 2013 y 2014 fue retirado del concurso con el argumento de que infringía los artículos 125 y 299 del Código Penal de Turquía.
Al principio, el jurado del festival emitió un comunicado de prensa en el que protestó contra la decisión tomada. En el comunicado, el jurado calificó la acción de intento de censura por parte de la administración y expresó que la administración del festival rechazó volver a incluir el documental a pesar de las protestas.
El 5 de octubre de 2014, la presidencia del jurado del festival informó a la prensa de su decisión de dimitir del jurado por razones éticas. Al día siguiente, otros diez miembros del jurado dimitieron e informaron a la prensa de su solidaridad con Reyan Tuvi y su preocupación hacia los intentos de la administración de tomar el papel de la rama judicial y de normalizar la censura.
De nuevo, el 5 de octubre, Reyan Tuvi tuiteó que, como decidió "retirar una palabra soez concreta de los subtítulos en inglés" (pero no del audio en turco), el documental se proyectaría en el festival.